# Zdzisław Mierzyński
Zdzisław Mierzyński, ps. Ziemowit Krzesz (ur. 22 maja 1861 w Poznaniu, zm. 27 sierpnia 1937 w Krakowie) – polski lekarz internista, działacz społeczny i wolnomyślicielski, publicysta, pisarz, tłumacz. Deklarował się jako ateista.

## Życiorys
Po ukończeniu studiów medycznych był asystentem w klinice uniwersyteckiej w Warszawie. Następnie praktykował na prowincji, m.in. w Zduńskiej Woli, gdzie założył gimnazjum. W latach 1907–1935 mieszkał w Łodzi. Początkowo był lekarzem fabrycznym, a następnie lekarzem naczelnym w szpitalu Marii Magdaleny przy ul. Tramwajowej.
W latach 1925–1927 był redaktorem naczelnym „Myśli Wolnej” – organu prasowego Stowarzyszenia Wolnomyślicieli Polskich.
Został pochowany na cmentarzu Rakowickim w Krakowie.

## Poglądy polityczne
Poglądy polityczne Mierzyńskiego przeszły dużą ewolucję od prawicowych do lewicowych. Początkowo działał w endecji, potem brał udział w pracach Ligi Państwowości Polskiej, następnie znalazł się w szeregach PPS, wreszcie wśród aktywu Niezależnej Socjalistycznej Partii Pracy.

## Działalność społeczna
Mierzyńskiego cechowała pasja społecznikowska przejawiająca się jego działalnością w licznych organizacjach. Działał w Stowarzyszeniu Zawodowym Robotników Przemysłu Włóknistego „Jedność”, w Polskim Towarzystwie Krajoznawczym, w Towarzystwie Oświatowym „Wiedza”, w Towarzystwie Zwolenników Rozwoju Fizycznego, w Towarzystwie Krzewienia Oświaty i funkcjonującym pod jego patronatem Uniwersytecie Powszechnym, w Międzyzwiązkowej Sekcji Kulturalno-Oświatowej OKZZ i w Towarzystwie Uniwersytetu Robotniczego (TUR).
Jako lekarz zaangażował się w walkę z nierządem nieletnich, pracował w Radzie Sekcji Walki z chorobami wenerycznymi, wchodził w skład Delegacji Wydziału Zdrowotności Publicznej. Przez wiele lat działał w Zarządzie Patronatu nad Więźniami oraz w Radzie Miejskiego Patronatu Prawnego Opieki Społecznej. Był zaangażowany w obronę interesów zubożałych mas lokatorskich w Towarzystwie „Lokator”, którego był współzałożycielem, a następnie przez kilkanaście lat prezesem. Działał również w Centralnym Związku Lokatorów w Polsce oraz w Delegacji Mieszkaniowej przy Urzędzie Mieszkaniowym w Łodzi, a następnie jako przewodniczący Inspekcji Mieszkaniowej, w końcu jako członek Komitetu Rozbudowy Miasta.
Był też działaczem Rady Trzeciego Łódzkiego Towarzystwa Pożyczkowo-Oszczędnośсiowego. Został współorganizatorem Komitetu Wierzycieli Banku Polskich Kupców i Przemysłowców Chrześcijan, który miał nie dopuścić do ogłoszenia upadłości tego banku i ocalić wkłady wierzycieli – drobnych ciułaczy spośród łódzkiej inteligencji i drobnomieszczaństwa.
Mierzyński prowadził również wykłady z zakresu medycyny, geografii, historii, filozofii i polityki. Przykładowe tytuły wykładów to: „Odżywianie”, „O osiedleniu ludności polskiej”, „O znaczeniu nazw miejscowych”, „Mikołaj Kopernik jako rewolucjonista”, „Faszyzm jako objaw nawrotu do pierwotnych form myślenia”, „Karol Marks jako bojownik ateizmu”.
Mierzyński, wyprowadzając się w 1935 r. z Łodzi ofiarował miastu cały swój prywatny księgozbiór. Miejska Biblioteka Publiczna zatrzymała sobie książki z zakresu historii Polski, literatury i filozofii. Prace popularne, popularnonaukowe i beletrystyczne przekazała Miejskiej Wypożyczalni Książek dla Dorosłych na Chojnach. 205 tomów oddano społecznym instytucjom kulturalno-oświatowym. Zarząd miejski złożył ofiarodawcy publiczne podziękowanie za ten dar.

## Działalność wolnomyślicielska
W okresie międzywojennym Mierzyński był znanym działaczem polskiego ruchu wolnomyślicielskiego i najwybitniejszą postacią w łódzkim ruchu wolnomyślicielskim. Był członkiem Zarządu Głównego powstałego w 1921 r. Stowarzyszenia Wolnomyślicieli Polskich oraz prezesem łódzkiego koła tej organizacji. We wrześniu 1927 r. znalazł się w grupie działaczy zaniepokojonych wzrostem wpływów komunistycznych w SWP i nadmiernym angażowaniem się SWP w działalność polityczną, którzy w rezultacie wystąpili z tej organizacji.
W 1928 r. władze administracyjne rozwiązały SWP pod zarzutem działalności antypaństwowej. W tym samym roku działacze liberalno-inteligenckiej frakcji SWP (prof. Romuald Minkiewicz, prof. Jan Baudouin de Courtenay, ppłk. Joachim Sołtys, prof. dr. Zygmunt Radlińskim, adw. Kazimierz Sterling) założyli w Warszawie nową organizację o nazwie Polski Związek Myśli Wolnej. Jednocześnie Zdzisław Mierzyński wraz z Józefem Rutkowskim i Stanisławem Konką zarejestrowali w Łodzi koło tej nowo powstałej organizacji. Zdzisław Mierzyński został jego prezesem, a od 1931 r. był także członkiem Zarządu Głównego PZMW.
W 1933 Zdzisław Mierzyński jako prezes łódzkiego koła PZMW stanął przed sądem pod zarzutem z art. 170 kodeksu karnego „za rozpowszechnianie fałszywych wiadomości mogących wywołać niepokój publiczny”. Chodziło o uzgodnione ze starostwem wywieszenie plakatów namawiających do występowania ze związków (gmin) wyznaniowych, w tym z Kościoła katolickiego. Plakat obrazował najazd armii państwa watykańskiego na niepodległe ziemie Polski. Protest zgłosił do władz świeckich biskup łódzki Wincenty Tymieniecki. Plakaty zostały w trybie administracyjnym usunięte. Sąd jednak nie dopatrzył się w tym działaniu znamion przestępstwa i Mierzyński został uwolniony od zarzutów.

## Twórczość publicystyczna
Był człowiekiem o renesansowych zainteresowaniach i wielostronnie uzdolnionym. Publikował książki z zakresu medycyny, historii, krytyki religii i etyki. Autor wielu artykułów prasowych i jednodniówek. W 1925 r. objął redakcję „Myśli Wolnej” – organu prasowego SWP, w którym zamieszczał także własne artykuły (w tym artykuł pt. Znaczenie ruchu wolnomyślicielskiego dla warstw pracujących, nr 5, 1925).
Mierzyński przyswoił polskiemu czytelnikowi postać pioniera świeckiego szkolnictwa powszechnego, hiszpańskiego wolnomyśliciela Franciszka Ferrery rozstrzelanego w 1909 r. W 1937 r. Mierzyński wydał krytyczną rozprawę o zdradzieckiej postawie katolickiej hierarchii kościelnej w czasach upadku Rzeczypospolitej szlacheckiej pt. Wybrane żywoty książąt kościoła polskiego w okresie rozbiorowym, która była wznawiana również po wojnie.
Najbardziej znaną książką Mierzyńskiego jest rozprawa pt. Jak człowiek stworzył Boga wydana w 1931 r. i wielokrotnie wznawiana po wojnie. Przedstawił w niej rozwój wierzeń religijnych od form najdawniejszych po współczesne i zawarł swój ateistyczny światopogląd. Jej pierwsze wydanie zostało skonfiskowane, a autor stanął przed sądem za bluźnierstwo. Latem 1932 r. został przez Sąd Okręgowy w Łodzi skazany na 6 miesięcy więzienia, co prokurator uznał za wyrok zbyt łagodny i założył apelację. Sprawa podlegała umorzeniu na podstawie amnestii, mimo to Sąd Apelacyjny rozpoznawał ją 13 XII 1932 r. zatwierdzając poprzedni wyrok. Przed więzieniem uchroniło Mierzyńskiego złożenie skargi kasacyjnej.

## Publikacje książkowe
- Jak się zachować podczas cholery, 1908[4]
- Na rozdrożu: bierność lub czyn? (jako Ziemowit Krzesz), Łódź: Wydawnictwo Ligi Państwowości Polskiej, 1915
- Ojców: uzdrowisko klimatyczne leśno-górskie, Ojców: nakładem Uzdrowiska Klimatycznego, 1895
- Książę Józef: w stuletnią rocznicę bitwy pod Lipskiem, Dodatek do „Nowej Gazety Łódzkiej”, 1913
- Generał Jan Henryk Dąbrowski: w stuletnią rocznicę zgonu, Łódź: Komitet Obchodowy, 1918
- Franciszek Ferrer – męczennik Wolnej Myśli, twórca współczesnej Szkoły Świeckiej Łódź: Łódzkie Koło Stowarzyszenia Wolnomyślicieli Polskich, 1924
- Odżywianie się robotników łódzkich, Łódź, 1926[4]
- Jak człowiek stworzył boga, Łódź 1931; Łódź 1949; Warszawa 1955; Warszawa 1956
- Święty Alfons de Liguori i jego teologja moralna, Warszawa: „Wolność”, 1936
- Wybrane żywoty książąt kościoła polskiego w okresie rozbiorowym, Warszawa: Nakładem autora 1937; Warszawa: Spółdzielnia Wydawnicza „Słowo”, 1949

## Tłumaczenia
- Henryk Cunow Pochodzenie religii i wiary w Boga, Nakładem księgarni „Książka” 1927; Warszawa: „Książka i Wiedza”, 1948, 1949, 1950.

## Upamiętnienie
W Łodzi znajduje się ulica im. dr. Zdzisława Mierzyńskiego.